# 拉利伯塔德 (科馬亞瓜省)
拉利伯塔德（西班牙語：La Libertad），是洪都拉斯的城鎮，位於該國中西部，由科馬亞瓜省負責管轄，面積319.90平方公里，海拔高度397米，2001年人口17,651，人口密度每平方公里55.18人。
14°45′0″N 87°37′0″W / 14.75000°N 87.61667°W